# Samira Makhmalbaf
Samira Makhmalbaf (pers. سمیرا مخملباف; ur. 15 lutego 1980 w Teheranie) – irańska reżyserka i scenarzystka filmowa. Córka reżysera Mohsena Makhmalbafa, przedstawicielka irańskiej nowej fali.

## Życiorys
Dwukrotna laureatka Nagrody Jury na 53. i 56. MFF w Cannes za filmy Tablice (2000) i O piątej po południu (2003). Autorka jednego z 11 segmentów międzynarodowego filmu poświęconego reakcji na zamach na World Trade Center – 11.09.01 (2002).
Zasiadała w jury konkursu głównego na 57. MFF w Wenecji (2000) oraz w jury sekcji "Cinéfondation" na 54. MFF w Cannes (2001).